# Еріх Науманн
Еріх Науманн (нім. Erich Naumann; 29 квітня 1905, Майсен — 7 червня 1951, Ландсберг-ам-Лех) — бригадефюрер СС, член СД, командир айнзатцгрупи В. 

## Біографія
Науманн в 16 років кинув школу і влаштувався на роботу в комерційній фірмі в рідному місті. В листопаді 1929 року Науманн вступив в НСДАП (№ 170 257), в 1933 став членом СА, влаштувався на роботу в поліцію. У 1935 році Науманн вступив в СД. З листопада 1941 по березень 1943 Науманн командував айнзацгрупою В, що діяла при групі армій «Центр». Згідно зі звітом про діяльність Айнзацгрупи В в листопаді 1941 року в Смоленську було знищено 17256 чоловік з числа мирного населення, більшість з яких були євреї. Учасник оборони Берліна.
Після закінчення війни Науманн був заарештований військами союзників і постав перед Нюрнберзьким трибуналом у справі айнзацгрупою. На суді він відмовився визнати злочинність своїх дій, посилаючись на те, що він був всього лише зобов'язаний виконувати накази вищого командування. За військові злочини, злочини проти людяності і участь в злочинних організаціях (СС, СД) був засуджений до смертної кари через повішення. Вирок було виконано 7 червня 1951 року.

## Нагороди[5]
- Залізний хрест 2-го і 1-го класу
- Хрест Воєнних заслуг 2-го і 1-го класу з мечами
- Кільце «Мертва голова»
- Почесна шпага рейхсфюрера СС